# Pixley ka Seme
Pixley ka Seme – dystrykt w Republice Południowej Afryki, w Prowincji Przylądkowej Północnej. Siedzibą administracyjną dystryktu jest De Aar.
Dystrykt dzieli się na gminy:
- Ubuntu
- Umsobomvu
- Emthanjeni
- Kareeberg
- Renosterberg
- Thembelihle
- Siyathemba
- Siyancuma